# Il fornaretto di Venezia (film 1939)
Il fornaretto di Venezia è un film del 1939 diretto da Duilio Coletti, su ispirazione dall'omonimo racconto popolare veneziano e dal derivato dramma teatrale in cinque atti Il fornaretto di Francesco Dall'Ongaro.

## Trama
Venezia, 1507: Piero Tasca è un giovane ed onesto garzone, soprannominato il fornaretto in quanto figlio del fornaio Stefano Tasca, che viene ingiustamente accusato dalla polizia dell'omicidio del vizioso nobile Alvise Duodo, da lui ritrovato cadavere tra le calli della città, durante il suo abituale giro per la consegna mattutina del pane: Alvise era un uomo che Piero non aveva in simpatia, in quanto in passato aveva attentato all'onore della sorella minore Annetta. Il vero colpevole del delitto di Alvise è Lorenzo Loredano, un altro nobile presso cui lavora la fidanzata di Piero, Olimpia Zeno, che l'uomo ha ucciso dopo aver scoperto che questi intratteneva una relazione adulterina con la di lui moglie, Elena.
Durante il processo, Olimpia, che non sa che Piero è stato arrestato con l'accusa di essere l'assassino del Duodo, per proteggere la sua padrona, afferma, mentendo, che era lei ad essere l'amante di Alvise e non Elena, offrendo così involontariamente agli accusatori di Piero il movente del delitto.
Quest'ultimo, durante la prigionia, sottoposto a terribili torture, ammette di essere l'omicida del nobile, ma solo per sfuggire agli atroci supplizi a cui è costretto; tale confessione, estorta con la violenza, unita alla falsa deposizione di Olimpia, gli costa la condanna al patibolo; a nulla servono i disperati tentativi dell'amata, della sorella e del padre per dimostrare l'innocenza del ragazzo, Piero viene infatti giustiziato, e solo dopo la sua morte, Lorenzo Loredano ammetterà di essere il vero colpevole del delitto.

## Produzione
Il film venne girato negli stabilimenti di Cinecittà.

## Distribuzione
Il film fu distribuito nelle sale cinematografiche italiane a partire dal 23 ottobre del 1939.

## Accoglienza
Benché, come per tutta la cinematografia italiana degli anni trenta, manchino i dati ufficiali sugli introiti economici della pellicola, diverse fonti indicano che Il fornaretto di Venezia ebbe un ottimo successo di pubblico, tanto da consacrare Roberto Villa come uno degli attori di punta del cinema italiano dell'epoca fascista.

## Curiosità
Duilio Coletti firmò il film con lo pseudonimo John Bard per ragioni pubblicitarie, facendo credere che la pellicola fosse stata diretta da un regista statunitense. Lo pseudonimo è riportato sui manifesti anche nella riedizione del film, distribuita nelle sale italiane alla fine degli anni quaranta.

## Opere correlate
Questa nota leggenda popolare veneziana aveva già avuto due trasposizioni cinematografiche nel periodo del muto: la prima nel 1914 diretta da Luigi Maggi e la seconda nel 1923 diretta da Mario Almirante; a questa versione, la prima sonora, ne seguiranno altre due: la prima nel 1952 diretta da Giacinto Solito, e la seconda nel 1963 diretta da Duccio Tessari.
Tale leggenda verrà in seguito trasposta, seppur in chiave comico-parodistica, anche in televisione sulla Rai con lo sceneggiato musicale Il fornaretto di Venezia trasmesso nel 1964 all'interno del celebre varietà Biblioteca di Studio Uno ed interpretato dal Quartetto Cetra, Lelio Luttazzi, Lauretta Masiero, Raimondo Vianello e Sandra Mondaini.